# Золотолинська Дача
Золото́линська Да́ча — лісове заповідне урочище в Україні. Розташоване в межах Костопільського району Рівненської області, на північний захід від села Золотолин. 
Площа 197,6 га. Створене рішенням Рівненського облвиконкому № 343 від 22.11.1983 року. Землекористувач: Степанське лісництво ДП «Костопільський лісгосп» (Степанське лісництво, кв. 50-54). 
Заповідне урочище створене для збереження ділянки соснового лісу із наявністю рідкісних рослин. Ліс штучного походження, вік дерев близько 40 років. Підлісок утворюють крушина ламка та горобина звичайна. Рослинний покрив різноманітний. На заболочених територіях переважають чорниця, буяхи.